# 感動!チューボー隊が行く!!
『感動!チューボー隊が行く!!』（かんどう チューボーたいがいく）は、2001年4月22日から2002年3月31日まで中京テレビで放送されていた紀行番組・料理番組である。放送時間は毎週日曜 10:55 - 11:25 （日本標準時）。

## 概要
渡辺正行と野々村真が「チューボー隊」を結成し、ゲストの料理人が求める旬の食材を探しに東海3県各地を奔走していた番組。渡辺たちは毎回ロケバスに乗って食材の産地まで向かい、現地の生産者と交渉してそれらを分けてもらっていた。農作物を収穫させてもらったり、時には漁船に同乗したりしながら食材を揃えていき、最後に料理人がそれらを使って逸品料理を作り上げるというのがこの番組の主な流れだった。
収録は伊勢湾と三河湾の周辺エリアで行うことが多かったが、回によっては静岡県浜松市や岐阜県高山市など中京テレビ本社所在地から遠く離れた場所まで出かけることもあった。2001年6月10日放送の「生桜えびのかき揚げ」の回では、野々村が鰹節を手に入れるため、浜松市よりもさらに遠くの焼津市まで出かけていた。
料理作りに使った食材は、当該回の放送日からしばらくの間は番組公式サイトを通じて通信販売されていた。そのため、この番組は視聴者と生産者との橋渡しにも一役買っていた。

## 出演者
- 渡辺正行[1]
- 野々村真[1]
- 前田麻衣子（中京テレビアナウンサー）[2]
- 安部まみこ（当時中京テレビアナウンサー） - 前田に替わって2001年10月から出演[3]。
- ゲストの料理人 - 自分の店を持つ料理人、有名店の料理長、調理師専門学校の講師などが出演。初回には神田川俊郎が訪れ、「桜鯛と黒あわびの豪快蒸し」を作り上げた[1]。

## スタッフ
- ナレーター：杉山裕子（当時中京テレビアナウンサー）[4]
- プロデューサー：瀬古隆司